# The State vs. Radric Davis
The State vs. Radric Davis è il sesto album in studio del rapper statunitense Gucci Mane, pubblicato nel 2009.

## Tracce
1. Classical – 3:33
2. Interlude #1: Toilet Bowl Shawty (featuring Mike Epps) – 1:14
3. Heavy – 4:31 (Davis, Demetrius Stewart)
4. Stupid Wild (featuring Lil Wayne & Cam'ron) – 4:30
5. All About the Money (featuring Rick Ross) – 3:41
6. Lemonade – 4:06
7. Bingo (featuring Soulja Boy & Waka Flocka Flame) – 3:55
8. Spotlight (featuring Usher) – 3:53
9. I Think I'm in Love (featuring Jason Caesar) – 4:18
10. Bad Bad Bad (featuring Keyshia Cole) – 3:38
11. Interlude #2: Toilet Bowl Shawty (featuring Mike Epps) – 1:06
12. Sex In Crazy Places (featuring Bobby V, Nicki Minaj & Trina) – 4:18
13. The Movie – 4:00
14. Volume (featuring Wooh da Kid) – 4:07
15. Gingerbread Man (featuring OJ da Juiceman) – 3:37
16. Wasted (featuring Plies) – 4:09
17. Kush Is My Cologne (featuring Bun B, Devin the Dude & E-40) – 5:17
18. Worst Enemy – 4:04
19. Interlude #3: Toilet Bowl Shawty (featuring Mike Epps) – 1:06
20. Wasted (Remix) (featuring Lil Wayne, Jadakiss & Birdman) – 4:38

## Classifiche
| Classifica (2009–2010) | Posizione raggiunta |
| ---------------------- | ------------------- |
| Stati Uniti            | 10                  |